# Náberezhni (Adiguesia)
Náberezhni (del ruso: Набережный) es un pueblo (posiólok) del raión de Krasnogvardéiskoye en la república de Adiguesia de Rusia. Está situado en la orilla izquierda del río Kubán, frente a Ust-Labinsk, 11 km al nordeste de Krasnogvardéiskoye y 77 al noroeste de Maikop, la capital de la república. Tenía 98 habitantes en 2010
Pertenece al municipio de Jatukái.

## Historia
La localidad fue surgió por la fusión de los jútores Pobedonostsev y Prikankovski, fundados en 1891-1892, en la década de 1930. Recibió este nombre por su disposición a lo largo de la orilla del Kubán. En 1926 contaba con 173 habitantes, de los cuales el 73.4 % era de etnia ucraniana, el 22 % de etnia rusa y el 4.6 % de etnia armenia. En la década de 1970 fue incluido en la lista de asentamientos sin perspectiva de futuro, pero no se llevó a cabo la migración de sus habitantes.